# 1989–1990-es bajnokcsapatok Európa-kupája
A bajnokcsapatok Európa-kupája 35. szezonja. Sorozatban másodszor nyert az AC Milan, összesítve pedig ez volt a 4. elsősége a klubnak.

## Eredmények

### 1. forduló
| 1. csapat          | Össz. | 2. csapat             | 1. mérk. | 2. mérk. |
| ------------------ | ----- | --------------------- | -------- | -------- |
| Malmö FF           | 2–1   | Internazionale        | 1–0      | 1–1      |
| Rosenborg BK       | 0–5   | KV Mechelen           | 0–0      | 0–5      |
| AC Milan           | 5–0   | HJK                   | 4–0      | 1–0      |
| Spora Luxembourg   | 0–9   | Real Madrid           | 0–3      | 0–6      |
| Rangers FC         | 1–3   | Bayern München        | 1–3      | 0–0      |
| Sliema Wanderers   | 1–5   | 17 Nëntori Tirana     | 1–0      | 0–5      |
| Steaua București   | 5–0   | Fram                  | 4–0      | 1–0      |
| PSV Eindhoven      | 5–0   | FC Lucerne            | 3–0      | 2–0      |
| Sparta Praha       | 5–2   | Fenerbahçe            | 3–1      | 2–1      |
| Ruch Chorzów       | 2–6   | CSZKA Szófia          | 1–1      | 1–5      |
| Marseille          | 4–1   | Brøndby IF            | 3–0      | 1–1      |
| Dynamo Dresden     | 4–5   | AÉK Athén             | 1–0      | 3–5      |
| Budapesti Honvéd   | 2–21  | FK Vojvodina          | 1–0      | 1–2      |
| Derry City         | 1–6   | SL Benfica            | 1–2      | 0–4      |
| Linfield           | 1–3   | Dnipro Dnipropetrovsk | 1–2      | 0–1      |
| FC Swarovski Tirol | 9–2   | Omonia                | 6–0      | 3–2      |

1 A Budapest Honvéd csapata jutott tovább, idegenben lőtt góllal.

### Nyolcaddöntő
| 1. csapat             | Össz. | 2. csapat          | 1. mérk. | 2. mérk. |
| --------------------- | ----- | ------------------ | -------- | -------- |
| Malmö FF              | 1–4   | KV Mechelen        | 0–0      | 1–4      |
| AC Milan              | 2–1   | Real Madrid        | 2–0      | 0–1      |
| Bayern München        | 6–1   | 17 Nëntori Tirana  | 3–1      | 3–0      |
| Steaua București      | 2–5   | PSV Eindhoven      | 1–0      | 1–5      |
| Sparta Praha          | 2–5   | CSZKA Szófia       | 2–2      | 0–3      |
| Marseille             | 3–1   | AÉK Athén          | 2–0      | 1–1      |
| Budapesti Honvéd      | 0–9   | SL Benfica         | 0–2      | 0–7      |
| Dnipro Dnipropetrovsk | 4–2   | FC Swarovski Tirol | 2–0      | 2–2      |

### Negyeddöntő
| 1. csapat      | Össz. | 2. csapat             | 1. mérk. | 2. mérk.  |
| -------------- | ----- | --------------------- | -------- | --------- |
| KV Mechelen    | 0–2   | AC Milan              | 0–0      | 0–2 (hu.) |
| Bayern München | 3–1   | PSV Eindhoven         | 2–1      | 1–0       |
| CSZKA Szófia   | 1–4   | Marseille             | 0–1      | 1–3       |
| SL Benfica     | 4–0   | Dnipro Dnipropetrovsk | 1–0      | 3–0       |

### Elődöntő
| 1. csapat | Össz. | 2. csapat      | 1. mérk. | 2. mérk.  |
| --------- | ----- | -------------- | -------- | --------- |
| AC Milan  | 2–21  | Bayern München | 1–0      | 1–2 (hu.) |
| Marseille | 2–22  | SL Benfica     | 2–1      | 0–1       |

1 Az AC Milan csapata jutott be a döntőbe, idegenben lőtt góllal.

2 Az SL Benfica csapata jutott be a döntőbe, idegenben lőtt góllal.

### Döntő
| 1990. május 23. | AC Milan     | 1–0   | SL Benfica | Ernst Happel stadion (Bécs) Nézőszám: 57,500 v.: Kohl (Ausztria) |
| 1990. május 23. | Rijkaard 68' | (0–0) |            | Ernst Happel stadion (Bécs) Nézőszám: 57,500 v.: Kohl (Ausztria) |

| Az 1989–90-es bajnokcsapatok Európa-kupájának győztese |
| AC Milan 4. cím                                        |
| ← 1988–89 AC Milan                                     |
| Crvena Zvezda 1990–91 →                                |